# Zdzisław Józefowicz
Zdzisław Józefowicz est un boxeur polonais né le 12 novembre 1939.

## Carrière
Sa carrière amateur est principalement marquée par une médaille de bronze remportée aux championnats d'Europe de 1961 dans la catégorie des poids mi-lourds.

## Palmarès

### Championnats d'Europe
- Médaille de bronze en -81 kg en 1961 à Belgrade, Yougoslavie